# Веха (шхуна, 1857)
«Веха» —  парусно-винтовая шхуна Балтийского флота Российской империи, одна из четырёх шхун типа «Бакан». Шхуна находилась в составе флота с 1857 до 1869 год, во время службы совершала плавания в акватории Балтийского моря, Финского и Рижского заливов, периодически использовалась в качестве гидрографического судна. В 1868 году шхуна села на мель в проливе Моонзунд и была оставлена своим экипажем, а в начале следующего 1869 года была сорвана льдом с мели, унесена в море и полностью разбита.

## Описание судна
Парусно-винтовая двухмачтовая шхуна с железным корпусом водоизмещением 251/284 тонны, одна из четырёх шхун типа «Бакан». Длина шхуны между перпендикулярами составляла 39,63 метра, ширина с обшивкой — 6,1 метра, а осадка — 2,6 метра. На судне была установлена паровая машина мощностью 40 номинальных лошадиных сил, что составляло 90—120 индикаторных лошадиных сил, в качестве движителя помимо парусов использовался один гребной винт. Дальность плавания шхуны при средней скорости в 8 узлов составляла до 800 морских миль, максимальная скорость судна могла достигать 12 узлов. На момент кораблекрушения экипаж шхуны состоял из 61 человека, в том числе 5 офицеров и 56 нижних чинов.

## История службы
Парусно-винтовая шхуна «Веха» была заложена в Англии в январе 1856 года, после спуска на воду 15 (27) апреля 1857 года вошла в состав Балтийского флота России. В 1857 году для наблюдением за постройкой шхуны в Англию был направлен лейтенант К. Ф. Колонг, который после спуска на воду судна вступил в должность его первого командира и в кампанию того же года привёл «Веху» в Кронштадт. После прибытия в Россию шхуна в том же году совершала плавания между портами Финского залива.
В кампании с 1858 по 1860 год шхуна находилась в плаваниях в Балтийском море, Финском заливе и между их портами, «для надобностей по лоцмейстерской части». В кампании следующих 1861 и 1862 годов также выходила в плавания в Финский залив, а в 1862 году помимо этого совершила переход из Кронштадта в Ревель.
В 1863 году судно вновь находилось в плаваниях в акватории Финского залива. В кампании 1864 и 1865 годов шхуна использовалась для установки вех и баканов в плаваниях по Балтийскому морю и Финскому заливу. А в кампании с 1866 по 1868 год также выходила в плавания в Финский залив. 12 (24) ноября 1868 года при крепком ветре на входе из Рижского залива в пролив Моонзунд у знака Патерностер шхуна села на мель. Снять шхуну с мели не удалось и она была оставлена своим экипажем, а в феврале следующего 1869 года была сорвана с мели льдом, унесена в Рижский залив, где и затонула.

## Командиры судна
Командирами парусно-винтовой шхуны, а затем транспорта «Веха» в составе Российского императорского флота в разное время служили:
- лейтенант К. Ф. Колонг (1857—1859 годы)[5];
- капитан-лейтенант Г. А. Ратьков-Рожнов (1860—1863 годы)[20];
- капитан-лейтенант М. П. Новосильский (1863 год)[21];
- капитан-лейтенант В. В. Средний (1864—1868 годы)[22];
- подполковник Н. П. Меньшой (до 1868 год)[23].